# Nyunza
Nyunza  är i mytologin hos Angolafolket i Sudan i Afrika en gestalt som besöker ”den andra världen” och tävlar med döden. Han återvänder till slut med de frön som gav Angola de odlade växterna.